# Pierre Chastang
Pour les articles homonymes, voir Chastang.
Pierre Chastang, né[Où ?] en 1969, est un historien français. 

## Biographie
Ancien élève du lycée Edmond-Perrier de Tulle (Corrèze), Pierre Chastang est docteur en histoire de l'université Panthéon-Sorbonne, avec une thèse intitulée Lire, écrire, transcrire : le travail des rédacteurs de cartulaires en Bas-Languedoc (XIe – XIIIe siècles).
Il est professeur d'histoire médiévale à l’université de Versailles-Saint-Quentin-en-Yvelines et sociétaire de la Société des historiens médiévistes de l'Enseignement supérieur public (SHMESP).

## Publications

### Ouvrages
- Lire, écrire, transcrire. Le travail des rédacteurs de cartulaires en Bas-Languedoc (XIe-XIIIe siècle), Paris, CTHS (CTHS Histoire, 2), 2001, 459 p.   (ISBN 2-7355-0472-7)
- La Ville, le gouvernement et l’écrit à Montpellier (XIIe – XIVe siècle). Essai d’histoire sociale, Paris, Publications de la Sorbonne, 2013.

### Articles
- « Entre histoire et reconstruction des origines. Les actes anciens (IXe siècle) des cartulaires de Gellone », éd. C. Amado et X. Barral i Altet, Saint-Guilhem-le-Désert dans l'Europe du haut Moyen Âge. Actes de la table ronde d'août 1998, Montpellier, 2000, p. 65-74
- « La fabrication d'un saint : la Vita Guillelmi dans la production textuelle de l'abbaye de Gellone au début du XIIe siècle », dans dir. M. Lauwers, Guerriers et moines. Conversion et sainteté aristocratiques dans l'Occident médiéval, Antibes, APDCA, (Collection d'études médiévales de Nice, 4), 2002, p. 429-447
- « La dotation de l'abbaye de Gellone par le comte carolingien de Toulouse: documents et récits », dans dir. Xavier Barral i Altet et Christian Lauranson-Rosaz, Saint-Guilhem-le-Désert. La fondation de l'abbaye de Gellone. L'autel médiéval, Actes de la table ronde d'août 2002, Montpellier, Amis de Saint-Guilhem-le-Désert, 2004, p. 28-37
- « Mémoire des moines et mémoire des chanoines. Réforme, production textuelle et référence au passé carolingien en Bas-Languedoc (XIe – XIIe siècles) », dans dir. Jean-Marie Sansterre, L'autorité du passé dans les sociétés médiévales, Rome, École française de Rome, (Collection de l'École française de Rome, 333), 2004, p. 177-202